# Nativi americani nella guerra civile americana
I nativi americani presero parte alla guerra civile americana come singoli individui, bande, tribù e nazioni in numerose schermaglie e battaglie. In totale furono 28.693 gli indiani a prestare servizio durante la guerra, perlopiù nell'esercito degli stati confederati sudisti e una minoranza nelle file dell'Unione. Presero parte a battaglie come quelle di Pea Ridge, Seconda Manassas, Antietam, Spotsylvania, Cold Harbor ed agli assalti a Petersburg. Presero parte ai teatri di guerra orientale, occidentale e lungo il corso del Mississippi. Allo scoppio della guerra, gran parte dei Cherokee si schierarono con l'Unione, ma ben presto si allearono con la Confederazione. I nativi americani combattevano sapendo che avrebbero disperso i loro territori, le loro culture unitarie e le loro terre ancestrali se non avessero preso parte ad uno schieramento nella guerra.

## Antefatto

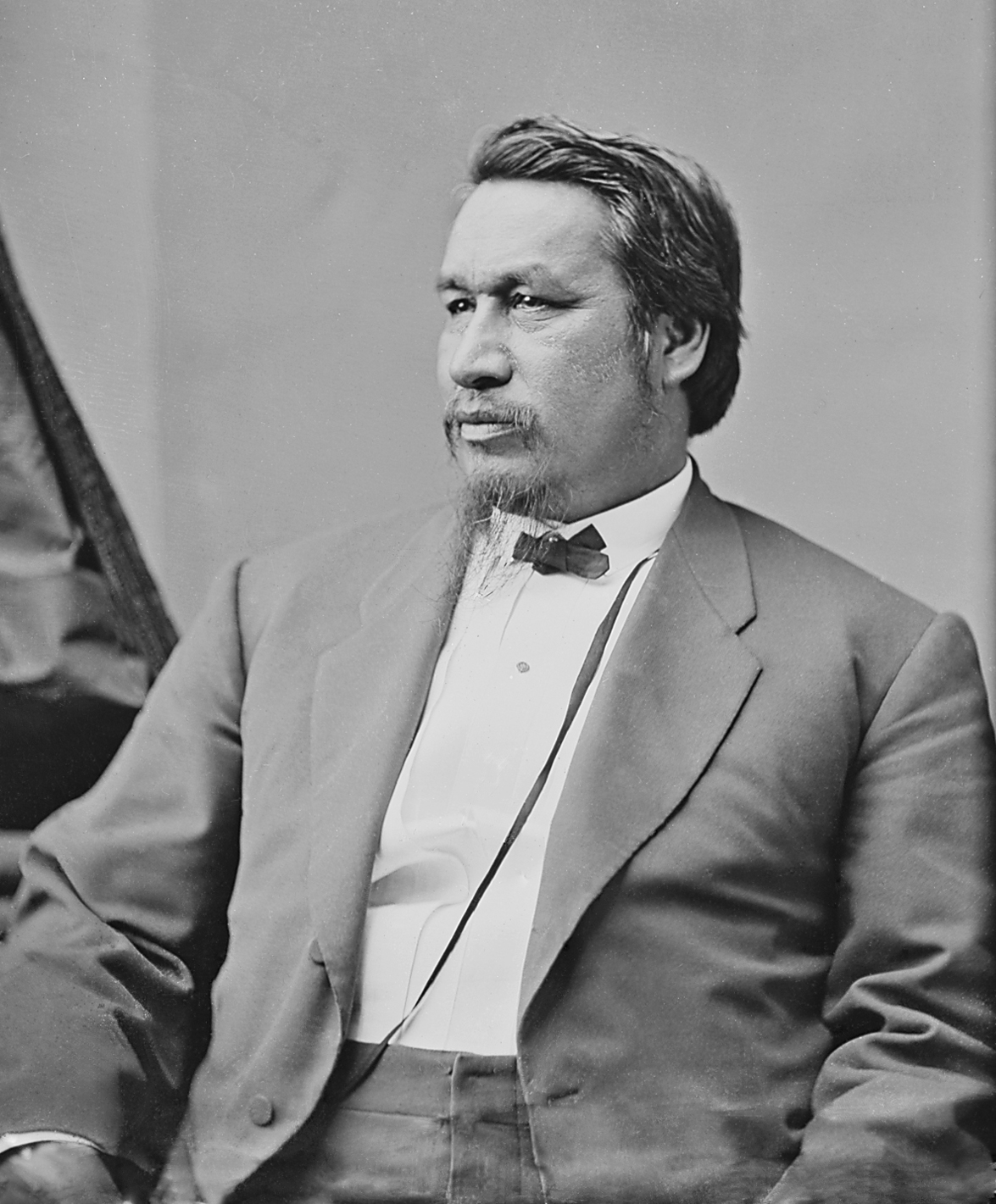
Ely S. Parker fu un colonnello unionista nella guerra civile americana che scrisse i termini della resa tra gli Stati Uniti e gli stati della Confederazione. Parker fu uno dei due nativi americani a raggiungere il grado di generale di brigata durante la guerra civile.

Molte tribù di nativi americani erano in lotta tra loro già prima dell'inizio della guerra civile americana. Tra le tribù che presero parte agli scontri si ricordano i Delaware, i Catawba, i Cherokee, i Chickasaw, i Choctaw, i Creek, gli Huron, gli Irochesi, i Kickapoo, i Lumbee, gli Odawa, gli Ojibway, gli Osage, i Pamunkey, i Pequot, i Powhatan, i Potawatomi, i Seminole e gli Shawnee.
Nel novembre del 1861, i Creek, guidati dal loro capo Opothleyahola, combatterono tre battaglie: a Round Mountain, a Chusto-Talasah e a Chustenahlah contro le truppe confederate e altri nativi americani che avevano aderito alla Confederazione in Kansas.
Molte battaglie della guerra civile si svolsero in territori indiani. La prima battaglia di Cabin Creek si svolse il 1-2 luglio 1863, lungo il Grand River nella moderna contea di Mayes in Oklahoma, coinvolgendo il 1st Kansas Colored Infantry. Le forze dei confederati erano guidate dal generale Stand Watie. Una seconda battaglia venne combattuta quasi nel medesimo luogo il 19 settembre 1864. Questa volta le forze dell'Unione erano guidate dal maggiore Henry M. Hopkins e vennero sconfitte da una forza di confederati al comando dei generali di brigata Richard Gano e Stand Watie. Questa fu l'ultima grande battaglia della guerra civile in territorio indiano.
I Delaware dimostrarono la loro "lealtà, coraggio e resistenza" durante l'attacco all'agenzia di Wichita, o nel massacro di Tonkawa nell'ottobre del 1862. Una schermaglia minore avvenne quando i nativi americani alleati con l'Unione attaccarono la loro controparte alleata della Confederazione, uccidendo cinque agenti confederati e prendendo la bandiera dei ribelli e 1200 dollari della cassa confederata, oltre a 100 pony e a bruciare tutta la corrispondenza trovata nella sede dell'agenzia.
I Cherokee si trovavano nel bel mezzo di una guerra civile tra indiani. La nazione era divisa in due, con una parte guidata dal capo John Ross e l'altra da Stand Watie. Capo John Ross desiderava rimanere neutrale nella guerra civile americana, ma le vittorie dei confederati nella prima battaglia di Manasse ed a Wilson Creek lo costrinsero a prendere una posizione.
Stand Watie, assieme a molti Cherokee, si schierò coi confederati, presso i quali venne creato colonnello e comandò un battaglione di Cherokee. Riluttante, il 7 ottobre 1861, capo Ross siglò un trattato per sciogliere la sua alleanza col governo statunitense e unirsi a quello confederato. Nel trattato, ai Cherokee venne garantita protezione, razioni di cibo, oggetti e altri beni oltre alla rappresentanza di un delegato presso il Congresso della confederazione a Richmond.
In cambio, i Cherokee avrebbero fornito dieci compagnie di cavalieri ed avrebbero consentito la costruzione di avamposti militari e strade nel loro territorio. Ad ogni modo, nessun reggimento indiano sarebbe stato chiamato a combattere al di fuori del proprio territorio. Come conseguenza di questo trattato, venne costituito il 2nd Cherokee Mounted Rifles, guidato dal colonnello John Drew. Dopo la battaglia di Pea Ridge, in Arkansas, il 7 e 8 marzo 1862, gli uomini di Drew passarono alle forze dell'Unione in Kansas, dove si unirono ad altri indiani. Nell'estate del 1862, truppe federali catturarono capo Ross, il quale trascorse il resto della guerra tra Washington e Philadelphia proclamando la lealtà dei Cherokee all'armata dell'Unione.
In suo assenza, il colonnello Stand Watie venne scelto come capo principale della nazione dei Cherokee. Egli immediatamente applicò una coscrizione militare obbligatoria per tutti i Cherokee dai 18 ai 50 anni. Watie era un cavaliere dotato e un ottimo stratega nella tattica mordi e fuggi, era considerato un genio della guerriglia ed uno dei comandanti migliori nell'area del Mississippi. Promosso generale di brigata nel maggio del 1864, Watie venne posto a capo della Indian Cavalry Brigade, compost dal 1st e dal 2nd Cherokee Cavalry e da battaglioni composti da Creek, Osage e Seminole. Con questi corpi militari compì l'agguato alla vaporiera J. R. Williams, alla fonda presso Fort Gibson. Presso Pleasant Bluff lungo il fiume Arkansas, presso l'attuale città di Tamaha, in Oklahoma, il 10 giugno 1864, catturò la nave vaporiera con un bottino di 120.000 dollari. Nella seconda battaglia di Cabin Creek (nel territorio indiano), la cavalleria di Watie catturò 129 vagoni di rifornimento con 740 muli e 120 prigionieri, perdendo 200 uomini.
I Cherokee si trovarono così ad ogni modo coinvolti nella guerra civile americana. Alcuni scelsero di schierarsi coi confederati perché si trovavano geograficamente negli stati del sud. La Legione Thomas, una banda di confederati Cherokee guidati dal colonnello William Holland Thomas, combatté nelle montagne del Tennessee e della Carolina del Nord. Altri 200 Cherokee andarono a formare gli zuavi Junaluska. Quasi tutta la tribù dei Catawba prestò servizio per il sud nel 5th, 12th e 17th South Carolina Volunteer Infantry. Si distinsero nella Campagna della penisola, nella seconda battaglia di Manasse e ad Antietam, e nelle trincee dell'assedio di Petersburg. Un monumento a Columbia, Carolina del Sud, commemora ancora oggi il loro servizio nella guerra civile americana. I molti morti sofferti durante la guerra, ad ogni modo, arrivò quasi a compromettere l'esistenza della stessa tribù Catawba.
In Virginia ed in Carolina del Nord, i Pamunkey ed i Lumbee scelsero di prestare servizio nell'esercito dell'Unione. I Pamunkey prestarono servizio come piloti civili e militari per le navi da guerra ed i trasporti dell'Unione, mentre i Lumbee si occuparono della guerriglia su terra. I membri della confederazione irochese aderirono alla compagnia K del 5th Pennsylvania Volunteer Infantry, mentre i Powhatan prestarono servizio come guide ed esploratori, piloti e spie nell'armata del Potomac.
Durante la guerra civile americana, non vi furono distinzioni tra gli ex schiavi di colore che decidevano di entrare nell'esercito e i nativi americani che compivano la medesima scelta a nord, in quanto tutti erano indicati col nome inglese di "coloured".
La più famosa tra le unità di nativi americani nell'esercito dell'Unione fu indubbiamente la compagnia K del 1st Michigan Sharpshooters. Il grosso di queste unità era composto da uomini delle tribù Ottawa, Delaware, Huron, Oneida, Potawami e Ojibwe. Questi vennero assegnati all'armata del Potomac sotto il comando del generale Ulysses S. Grant. La compagnia K prese parte alla battaglia del Wilderness ed a quella di Spotsylvania, catturando 600 soldati confederati presso Shand House, ad est di Petersburg. Nel loro ultimo scontro militare nella battaglia del Crater presso Petersburg, in Virginia, il 30 luglio 1864, gli Sharpshooters si trovarono circondati dal nemico con poche munizioni. Un tenente del 13th United States Colored Infantry così descrisse quell'azione:
Il generale Ely S. Parker, membro della tribù dei Seneca, creò le condizioni di resa che il generale Robert E. Lee siglò poi ad Appomattox Court House il 9 aprile 1865. Il generale Parker, che aveva servito come segretario militare del generale Ulysses S. Grant ed era competente in materia legislativa, era stato inizialmente rifiutato per la sua provenienza dai nativi. Ad Appomattox, Lee disse a Parker, "Sono compiaciuto di vedere un vero americano qui", frase a cui Parker rispose: "Siamo tutti americani."
La nazione Cherokee fu la più duramente colpita di tutte dalla guerra civile americana, con una popolazione che passò da 21.000 a 15.000 al 1865. Malgrado le promesse del governo federale, l'intera nazione venne considerata come traditrice della patria e per questo vennero revocati i loro privilegi. Alla fine della guerra, il generale Stand Watie fu l'ultimo generale confederato ad arrendersi, ponendo a terra le armi due mesi dopo il generale Robert E. Lee ed un mese dopo il generale E. Kirby Smith, comandante di tutte le truppe ad ovest del Mississippi.

### Problemi nel Midwest e nel West

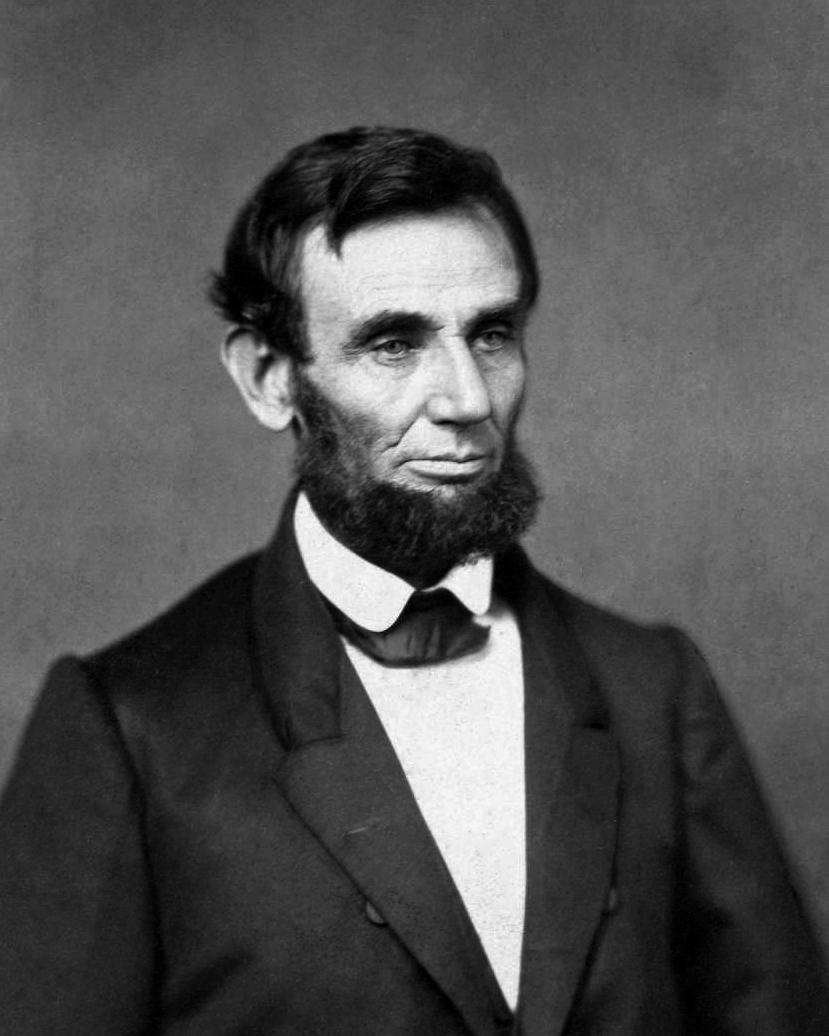
La prima fotografia di Lincoln come presidente

Il West fu un'area perlopiù pacifica durante la guerra civile, per via dell'occupazione dell'area da parte delle truppe nordiste. Il governo federale stava ancora cercando di imporre il proprio controllo sulle terre dei nativi dell'area che erano particolarmente bellicosi tra loro. Da gennaio a maggio del 1863, vi furono lotte continue nel territorio del New Mexico, come parte dello sforzo del governo federale di contenere e controllare gli Apache; in tutto questo il presidente Abraham Lincoln incontrò i rappresentanti delle principali tribù indiane e li informò del fatto che non avrebbero mai avuto la prosperità che desideravano né la pace coi bianchi se non si fossero rivolti all'agricoltura come modo "corretto" di vita. Il combattimento portò al massacro di Sand Creek causato dal colonnello John Chivington, della Colorado Territorial Militia, i cui coloni chiesero vendetta contro i nativi. Con 900 miliziani volontari, Chivington attaccò un villaggio pacifico di circa 500 Arapaho e Cheyenne, uccidendo uomini, donne e bambini. In pochi sopravvissero al massacro.
Nel luglio del 1862, i coloni si trovarono contro i Santee Sioux nel Minnesota. Dal momento che la guerra stava assorbendo molte delle risorse governative, le annualità dovute ai Santee Sioux del Minnesota non vennero pagate con regolarità nell'estate del 1862. Inoltre, Long Trader Sibley si rifiutò di concedere il cibo agli Santee Sioux. In questa situazione frustrante, i Santee Sioux, guidati da Little Crow (Ta-oya-te-duta), attaccarono gli americani per rubare rifornimenti. I Sioux uccisero tra i 450 e gli 800 civili. Dopo che i Sioux vennero sconfitti, molti di loro vennero processati (senza avvocato difensore) e molti vennero condannati a morte.
Quando il presidente Lincoln venne a sapere dell'incidente, immediatamente chiese un dossier dettagliato sulle accuse rivolte agli indiani. Egli assegnò due avvocati d'ufficio per esaminare i casi e differenziare le colpe tra coloro che si erano dati ad omicidi gratuiti e quanti invece avevano preso parte alla battaglia. Il generale Pope, oltre a Long Trader Sibley, i quali si erano rifiutati di vendere cibo ai Sioux vennero indicati come i principali responsabili di quanto accaduto e giustiziati.
Il 6 dicembre 1861, sulla base delle informazioni ricevute, Lincoln autorizzò 39 esecuzioni di Sioux ed ordinò che non si manifestassero più violenze del genere. Il 26 dicembre di quello stesso, altri 39 soldati vennero presi prigionieri e vi furono ulteriori ingiustizie punite dal presidente Lincoln. Little Crow venne assassinato nel luglio del 1863, l'anno in cui i Santees vennero deportati nella riserva del territorio dei Dakota.

## Nativi americani nell'esercito confederato

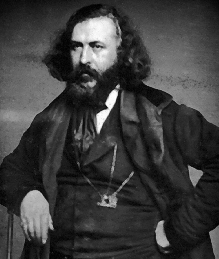
All'inizio della guerra civile americana, Pike venne nominato ambasciatore confederato presso i nativi americani.

I nativi americani prestarono servizio anche nell'esercito confederato. Molte tribù vedevano infatti la Confederazione sudista come la miglior scelta per via della loro opposizione al sistema federale che aveva mancato di rispetto alla sovranità delle nazioni indiane. Inoltre alcune tribù come i Creek ed i Choctaw, erano schiaviste e trovarono comunanze politiche ed economiche con la Confederazione.
(Jefferson Davis to Howell Cobb, Stati Confederati d'America - messaggio al Congresso, marzo 1861)
All'inizio della guerra, Albert Pike venne nominato ambasciatore confederato presso i nativi americani. Nel suo ruolo negoziò diversi trattati, come il trattato con i Choctaw ed i Chickasaw sottoscritto nel luglio del 1861. Il trattato era composto da 64 punti con la possibilità di far rappresentare le tribù indiane alla camera dei rappresentanti della Confederazione sudista. I Cherokee, i Choctaw, i Chickasaw, i Seminole, i Catawba ed i Creek furono le uniche tribù a combattere per i confederati.

### Cherokee

#### Cherokee nel teatro di guerra del Mississippi
Stand Watie, assieme a molti altri Cherokee, si schierò con l'esercito confederato, nel quale venne nominato colonnello ed ottenne il comando di un battaglione di Cherokee. Riluttante, il 7 ottobre 1861, capo Ross siglò un trattato trasferendo i propri obblighi presso l'Unione verso gli Stati Confederati. Nel trattato, i Cherokee ottennero garanzie di protezione, cibo, viveri, utensili e altri beni, oltre alla possibilità di disporre di un proprio delegato al Congresso confederato a Richmond. In cambio, i Cherokee avrebbero fornito dieci compagnie di cavalieri ed avrebbero permesso la costruzione di avamposti militari e strade nel loro territorio. Ad ogni modo, nessun reggimento indiano sarebbe stato chiamato a combattere al di fuori del proprio territorio. In seguito al trattato, venne costituito il 2nd Cherokee Mounted Rifles, guidato dal colonnello John Drew. Dopo la Battaglia di Pea Ridge, in Arkansas, il 7-8 marzo 1862, molti degli indiani di Drew passarono alle forze dell'Unione in Kansas. Nell'estate del 1862, le truppe federali catturarono capo Ross, il quale trascorse il resto della guerra tra Washington e Filadelfia proclamando la lealtà dei Cherokee all'esercito dell'Unione.

#### I Cherokee della Carolina del Nord nel teatro di guerra occidentale
William Holland Thomas, l'unico capo bianco Cherokee, reclutò un centinaio di Cherokees per la Confederazione, in particolare per la Legione Thomas. Tale legione venne costituita nel settembre del 1862 e combatté sino alla fine della guerra.

### Choctaw
I Choctaw costituirono dei battaglioni nel territorio indiano presso il Mississippi in supporto alla causa degli stati del sud.

#### Choctaw nel teatro di guerra del Mississippi orientale

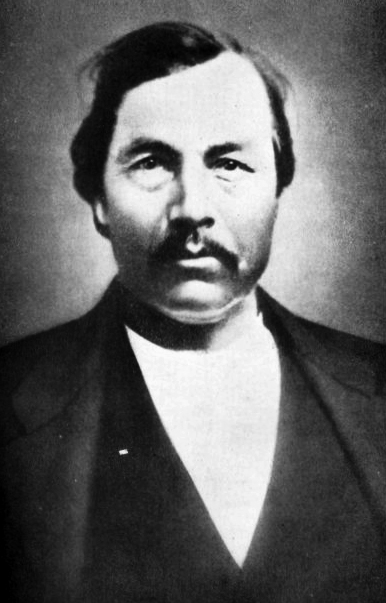
Jackson McCurtain, tenente colonnello del 1st Choctaw Battalion ad Oklahoma, Stati Confederati.

I Choctaws, che si aspettavano supporto da parte dei confederati, ne ottennero in realtà ben poco. Webb Garrison, uno storico della guerra civile, descrisse così la loro risposta: quando il brigadiere generale confederato Albert Pike autorizzò la recluta di un reggimento nell'autunno del 1860, i Creeks, i Choctaws ed i Cherokees risposero con considerevole entusiasmo. Il loro zelo per la causa confederata, ad ogni modo, iniziò ad evaporare quando scoprirono di non avere armi né paga per loro. Un ufficiale del reggimento, disgustato, disse in seguito: "ad eccezione di rifornimenti parziali, al reggimento Choctaw non pervennero né tende, né vestiti né equipaggi."
[...]
Allora, non rimase alcuna altra alternativa per salvare il proprio paese ed i propri possedimenti, di fronte a due nemici che si battevano tra loro, che aderire alla Confederazione sudista.»
(Julius Folsom, 5 settembre 1891, lettera a H. B. Cushman)
Nel territorio della tribù dei Choctaw, Jackson McCurtain, che poi divenne capo distretto, venne eletto a rappresentante per la contea di Sugar Loaf presso il Consiglio Nazionale nell'ottobre del 1859. Il 22 giugno 1861, si iscrisse nel 1st Regiment of Choctaw and Chickasaw Mounted Rifles. Ottenne il grado di capitano di compagnia sotto il comando del colonnello Douglas H. Cooper dell'esercito confederato. Nel 1862 divenne tenente colonnello del 1st Choctaw Battalion.
I Choctaw possedevano all'epoca in tutto circa 2000 schiavi.

#### Choctaw nel teatro di guerra del Mississippi occidentale
Nel 1862, John W. Pierce creò e finanziò il suo 1st Choctaw Battalion. Il battaglione tenne quartier generale a Newton Station, nel Mississippi, dall'inizio del 1863. Vennero inviati come primo compito a recuperare i sopravvissuti di un incidente aereo presso il burrone e il fiume Chunky il 19 febbraio 1863. Dopo questo fatto, si diede alla caccia dei disertori nell'area del Mississippi. Quando una spedizione federale (proveniente da New Orleans) venne inviata a Ponchatoula, in Louisiana, il 1st Choctaw Battalion venne inviato come battaglione di rinforzo nella battaglia di Ponchatoula. Il 1st Choctaw Battalion divenne famoso per aver respinto i nordisti durante lo scontro, ma poco dopo la battaglia più della metà degli uomini di questo battaglione disertarono ed il generale di brigata John Adams dovette decretare lo scioglimento della formazione il 9 maggio 1863.
Gli uomini del battaglione rimasti in servizio vennero sorpresi da una spedizione federale (proveniente ancora una volta da New Orleans) e catturati poco più a nord di Ponchatoula. Quattordici prigionieri indiani vennero inviati a New York. Questi vennero incarcerati a Castle Williams per tutta l'estate del 1863. Due di loro morirono all'ospedale dell'Isola del Governatore. Alla fine dell'estate, i dodici soldati rimanenti vennero riportati a New Orleans e di loro non si seppe più nulla.
Quando i membri del 1st Choctaw Battalion seppero che alcuni di loro erano stati portati a New York, tennero un consiglio di guerra per inviare una petizione per chiedere di essere trasferiti agli scout indipendenti di Samuel G. Spann. Una delegazione venne inviata a Richmond, in Virginia, e la petizione venne accordata. Il battaglione di Spann si trovava acquartierato presso la città di Mobile e, poi, si trasferì a Tuscaloosa. Gli indiani rimasero con Spann sino alla fine della guerra.

## Nativi americani nell'esercito dell'Unione
La tribù dei Delaware aveva una lunga storia d'alleanza col governo degli Stati Uniti, malgrado lo spostamento dell'agenzia indiana dell'Oklahoma e del Kansas. Il 1º ottobre 1861 i Delaware proclamarono la loro alleanza all'Unione per la guerra. Un giornalista dell'Harper's Weekly li descrisse come armati di tomahawk, coltelli e fucili.
Nel gennaio del 1862, William Dole, commissario statunitense per gli affari indiani, chiese agli agenti presso i nativi americani di "coscrivere tutti i più abili nativi americani nelle rispettive agenzie." Questa richiesta portò alla costituzione del 1st e del 2nd Indian Home Guard.
Nell'Oklahoma, gran parte dei Creek si schierarono con l'Unione. Ad ogni modo l'ex capo McIntosh si schierò coi sudisti, i cui capi lo nominarono colonnello dell'esercito confederato.

### New York
All'inizio della guerra, l'Unione non accettava volentieri gli indiani d'America nelle file del proprio esercito. Nello Stato di New York, indiani famosi come Peter Wilson, Eli Parker e suo fratello Newton vennero rifiutati per quanto fossero volontari, ma nell'ottobre del 1861, 25 Saint Regis Mohawk vennero arruolati nel 98th New York Volunteer Infantry Regiment. Alla fine furono almeno 300 i nativi americani a prestare servizio nel reggimento di New York per l'Unione. Newton Parker venne accettato nel giugno del 1862 come ufficiale del 53rd New York Volunteer Infantry Regiment, e poi venne trasferito alla compagnia D del 132nd New York Volunteer Infantry Regiment, nota come Compagnia di Tuscarora, e divenne aiutante generale dei volontari nello staff del generale di divisione John E. Smith, il quale servì sotto il comando di Ulysses S. Grant, col rango di capitano dal 25 maggio 1863, pur non ottenendo mai alcuna posizione di comando effettivo.

## Conseguenze

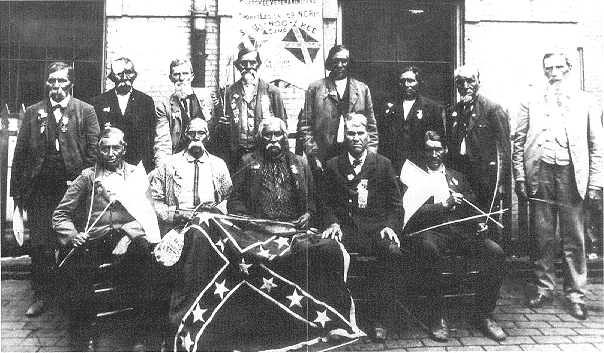
Reduci Cherokee confederati (Legione Thomas) presso New Orleans, 1903.

Le comunità di nativi americani vennero totalmente devastate dalla guerra, con riduzioni anche consistenti tra la 3530 nativi americani che combatterono per l'Unione, 1108 morirono sul campo.
Gli indiani nel teatro occidentale di guerra, vennero perlopiù dimenticati e fu solo nel 1900 che Samuel G. Spann portò a conoscenza del grande pubblico la loro storia al tempo della guerra civile con i libri da lui pubblicati.
Anche i Creek ed i Cherokee subirono perdite devastanti durante la guerra. Nei primi due mesi di guerra, le due tribù avevano già perso 300 uomini in Kansas e al dicembre del 1861 i morti erano già 4000. Alla fine dell'estate del primo anno di guerra, le due tribù erano già diminuite di un decimo della loro popolazione.
I Cherokee furono la tribù indiana che ebbe il maggior numero di perdite. Come risultato della guerra, molti Cherokee vennero costretti ad abbandonare i loro territori ed a portarsi altrove per la loro stessa sopravvivenza.Circa il 22% dei Cherokee morì nel corso della guerra. Molti bambini della tribù subirono danni psicologici nell'aver visto i membri della loro famiglia morire brutalmente o a causa della mancanza di cibo. Tra i Cherokee, circa il 35% delle donne adulte erano vedove e una gran parte dei bambini rimase orfana. Oltre all'enorme numero di morti, la nazione Cherokee perse anche gran parte dei loro territori. Quasi tutte le strutture della nazione vennero distrutte e quindi chi rimase dopo la guerra non ebbe altra chance che ricostruire per quanto possibile ciò che era andato perduto.

## Tribù coinvolte nella guerra
- Catawba
- Cherokee
- Choctaw
- Chickasaw
- Creek
- Delaware
- Huron
- Lumbee
- Mohawk
- Odawa
- Ojibwe/Chippewa
- Oneida
- Osage
- Pamunkey
- Pequot
- Potawatomi
- Powhatan
- Shawnee
- Seminole
- Seneca